# 矢野広将
矢野 広将（やの こうすけ、1998年8月20日 - ）は、大阪府出身の元プロ野球選手（外野手）。

## 経歴
中学時代は生駒ボーイズでプレー。福知山成美高等学校では2年秋の京都府大会で準優勝となり、近畿大会に出場。主将で4番を務めた3年夏の京都府大会では準優勝で、甲子園出場を逃した。2016年度の京都府高等学校野球連盟の優秀選手に選出される。
近畿学生野球連盟1部リーグ所属の奈良学園大学では、3年生のときに大学野球関西オールスター5リーグ対抗戦の近畿学生野球連盟選抜メンバー入り。3年秋には主将を務めた。春からはプレーに集中するために主将から降り、4年秋にリーグのベストナインに選出された。
2020年のNPBドラフト会議終了後にプロ野球志望届を提出。同年11月に開催された沖縄県の独立球団・琉球ブルーオーシャンズのトライアウトに合格し、2021年は同チームでプレー。主に3番打者として活躍し、37試合の出場で打率.226の成績を残した。同年9月末日をもって契約満了により自由契約となる。
2021年秋に右肘の靱帯を痛め、2022年の所属チームが決まらない状況に陥ったが、独立リーグ・日本海オセアンリーグの富山GRNサンダーバーズと練習生契約を結ぶ。4月1日に選手契約を結んだ。5月7日の対滋賀GOブラックス戦（石川県立野球場）では、同リーグ初となる1試合2本塁打を記録した。9月14日のアルペンスタジアムで開催の北海道日本ハムファイターズ二軍との交流戦メンバーに選抜され、池田隆英から先制打を放った。シーズン終了後、同年のベストナインに外野手として選出された。10月24日、退団（任意引退）が発表された。
退団後、兵庫県中小企業家同友会の事務局に勤務している。

## 選手としての特徴
リストが強く、踏み込みもしっかりしていて、センター中心に鋭い当たりを放つ。2022年9月14日に行われた北海道日本ハムファイターズ二軍との交流戦で打った内野安打の一塁到達タイムは4.09秒と、右打者としては高水準のタイムを記録する。

## 詳細情報

### 独立リーグでの年度別打撃成績
| 年 度     | 球 団     | 試 合 | 打 席 | 打 数 | 得 点 | 安 打 | 二 塁 打 | 三 塁 打 | 本 塁 打 | 塁 打 | 打 点 | 盗 塁 | 盗 塁 死 | 犠 打 | 犠 飛 | 四 球 | 敬 遠 | 死 球 | 三 振 | 併 殺 打 | 打 率 | 出 塁 率 | 長 打 率 | O P S |
| --------- | --------- | ----- | ----- | ----- | ----- | ----- | -------- | -------- | -------- | ----- | ----- | ----- | -------- | ----- | ----- | ----- | ----- | ----- | ----- | -------- | ----- | -------- | -------- | ----- |
| 2022      | 富山      | 58    | 236   | 211   | -     | 66    | 15       | 3        | 6        | 105   | 38    | 17    | 2        | 0     | 4     | 19    | -     | 2     | 19    | 6        | .313  | .369     | .498     | .867  |
| 通算：1年 | 通算：1年 | 58    | 236   | 211   | -     | 66    | 15       | 3        | 6        | 105   | 38    | 17    | 2        | 0     | 4     | 19    | -     | 2     | 19    | 6        | .313  | .369     | .498     | .867  |

- 2022年度シーズン終了時

### 背番号
- 44 （2021年）
- 8 （2022年）